# Narodowy konserwatyzm
Narodowy konserwatyzm – polityczny termin używany przede wszystkim w Europie i Azji w celu określenia rodzaju konserwatyzmu nastawionego na promowanie narodowych wartości, jak również podtrzymywanie kulturowej i etnicznej odrębności danej grupy narodowej. Wspólnymi ideami, które jednoczą narodowych konserwatystów w Europie są: eurosceptycyzm, pragnienie zachowania tradycyjnych wartości oraz (w największym stopniu) silny sprzeciw wobec imigracji.
Poza tymi wspólnymi elementami narodowi konserwatyści mogą zajmować różne stanowiska w zależności od krajów i lokalnych uwarunkowań. Sprawdza się to zwłaszcza w dziedzinie ekonomii i gospodarki, gdzie narodowi konserwatyści w zależności od kraju mogą wspierać centralne planowanie, ekonomię mieszaną lub nawet leseferystyczną ekonomię ultrakapitalistyczną.
Przykładem ugrupowania narodowo-konserwatywnego we współczesnej Europie jest Konfederacja.